# سایشو جوتای

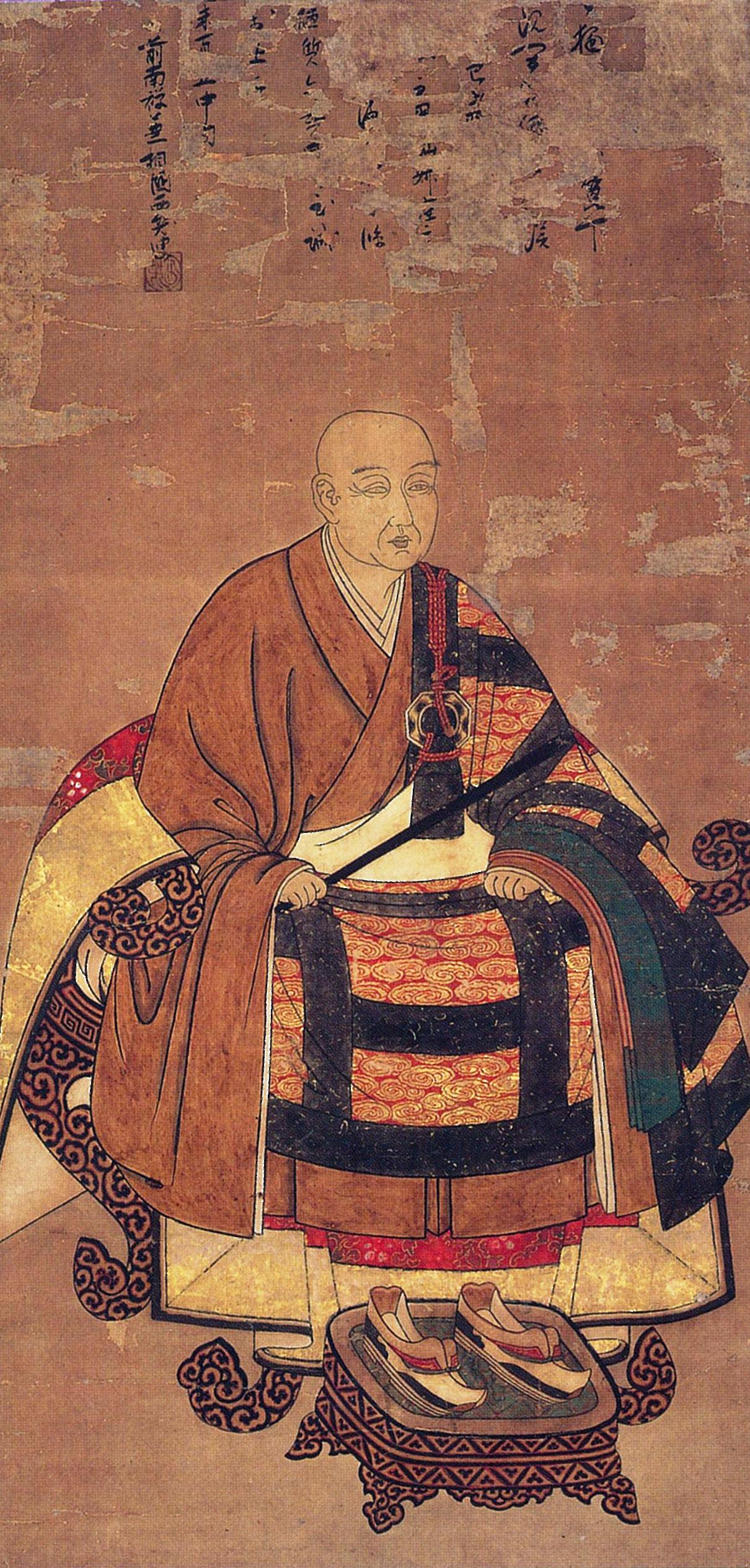

سایشو جوتای (به ژاپنی: 西笑 承兌（さいしょう（せいしょう） じょうたい) (تولد ۱۵۴۸ -مرگ ۱۶۰۷) در دوره آزوچی-مومویاما، در اواخر دوره موروماچی و اوایل دوره ادو راهب فرقه رینزای یکی از فرقه‌های ذن بود. وی مشاور تویوتومی هیده‌یوشی و توکوگاوا ایه‌یاسو در زمینه دیپلماسی مذهبی بود.